# Station Lourches
Station Lourches is een spoorwegstation in de Franse gemeente Rœulx.